# SISTAR
SISTAR（シスター、朝: 씨스타）は、韓国の女性4人組音楽グループ。2010年6月3日にシングルアルバム「Push Push」でデビュー。STARSHIPエンターテインメント所属。
Sistarというグループ名はSister（姉妹）とStar（星）の合成語で、「姉妹のような身近なイメージを持ちながら、音楽界の大きな星になる」という意味が込められている。多くの楽曲のプロデュースを「勇敢な兄弟」が務めている。2017年5月23日に電撃的な解散発表をし、6月4日の『人気歌謡』の舞台を最後に解散した。

## 来歴
2010年3月にメンバーのイメージ写真が公開され、4月にはヒョリンがクリスティーナ・アギレラの「Hurt」を歌う動画が公開され、話題となった。5月にはサムスンの携帯電話CMにチャン・グンソクと共に出演するメンバーを選ぶネット投票が行われ、最多得票数を得たヒョリンが「チャン・グンソクの彼女」に選ばれ、デュエット曲「Magic Drag」を発表した。
2010年6月3日にシングル『Push Push』を発売して公式デビュー。ガオン・デジタル総合チャートで9位、Mnetチャートでは2位を占めた。「Push Push」の「猫ダンス」と呼ばれる振り付けは色々なパロディが流行し、さらにデビュー1週間にしてCMに起用された。このような活躍の中、メンバーのヒョリンが体調を崩すこともあった。8月27日には2ndシングル「虚飾ガール」を発売すると、各種音源チャートで上位にランクインし、ガオン・デジタル総合チャートで4位を記録した。また日本での公演や、タイで広報大使を引き受けて、アジア進出の可能性を見せた。この曲の活動中、ステージ上でボラが雨に滑って転倒し、指を骨折した。11月25日に発売予定だった3rdシングル「あなたなんて」は、北朝鮮の延坪島砲撃事件により延期になり、12月3日に発売された。「あなたなんて」はあらゆる音源チャートで1位を獲得し、ガオン・デジタル総合チャートでは2位を記録した。Sistarはこの曲でデビュー6ヶ月にして初めてKBS「ミュージックバンク」で1位を獲得したが、歌詞の内容や振り付けが放送にふさわしくないとして一部修正を受けた。また同時期にキム・ヨナと共同でCMソング「Super Girl」を発売した。 12月9日には「ゴールデンディスク大賞」にて新人賞を受賞。
2011年5月3日、ボラとヒョリンによるユニット「Sistar19（シスターナインティーン）」でシングル「Ma Boy」を発売。ガオンチャートで2位、ミュージックバンクでも2位を獲得。
Sistar19の活動が終わる頃、ヒョリンはKBS「不朽の名曲2」に出演し、優れた歌唱力を披露して2度の優勝を獲得した。8月9日、初の正規アルバム『So Cool』を発売。タイトル曲「So Cool」は各種音源チャートで1位を獲得し、デビュー以来初めてガオンチャートで1位を獲得した。またデビュー後初めてSBS 「人気歌謡」にて1位を獲得した。9月に放送されたMBC「アイドルスター陸上選手権大会」にて、ボラが100m走、100mハードル走、400mリレーで優勝したのを初めとして、メンバーそれぞれが好成績を残して注目を集め、「陸上ドル」という呼び名がつけられた。
2012年1月11日、「ゴールデンディスク賞in大阪」にてデジタル音源賞を受賞
。4月12日、ミニアルバム『ALONE』を発売。タイトル曲「私ひとり (Alone)」はエレクトロニカから離れナチュラルな音を取り入れた楽曲で、これまでの明るく元気なイメージとは異なる大人っぽいセクシーなコンセプトに挑戦し、ミュージックビデオの撮影はラスベガスで行われた。アルバム発売日にはミニコンサートが行われ、この様子はYouTubeなどを通じて世界に向けて生中継された。「私ひとり (Alone)」は各種音源チャートや音楽番組で1位を獲得し、アメリカのビルボードの「K-POP HOT 100」チャートで4週連続1位の新記録を達成するなど、大きな成功を収めた。
6月28日、サマースペシャルアルバム『Loving U』を発売。タイトル曲「Loving U」は夏のバカンスをイメージした可愛らしく爽やかな楽曲で、ミュージックビデオは全編ハワイロケで撮影された。『Loving U』でも成功を収めると、9月15日にソウルオリンピック公園のオリンピックホールにて初の単独コンサートを開催した。 
2013年1月31日、SISTAR19によるミニアルバム『있다 없으니까（いたのにいなくなったから）』を発表。タイトル曲「いたのにいなくなったから」は別れのむなしさと痛みを表現したヒップホップ曲。
2017年6月、ソユとダソムはSTARSHIPエンターテインメントと再契約を締結。ボラはHOOKエンターテインメントと専属契約を締結。11月、ヒョリンは所属事務所Bridgeを設立。
2024年1月16日、ボラとヒョリンのユニット「Sistar19」が11年ぶりにシングル「NO MORE（MA BOY）」をリリース。

## メンバー

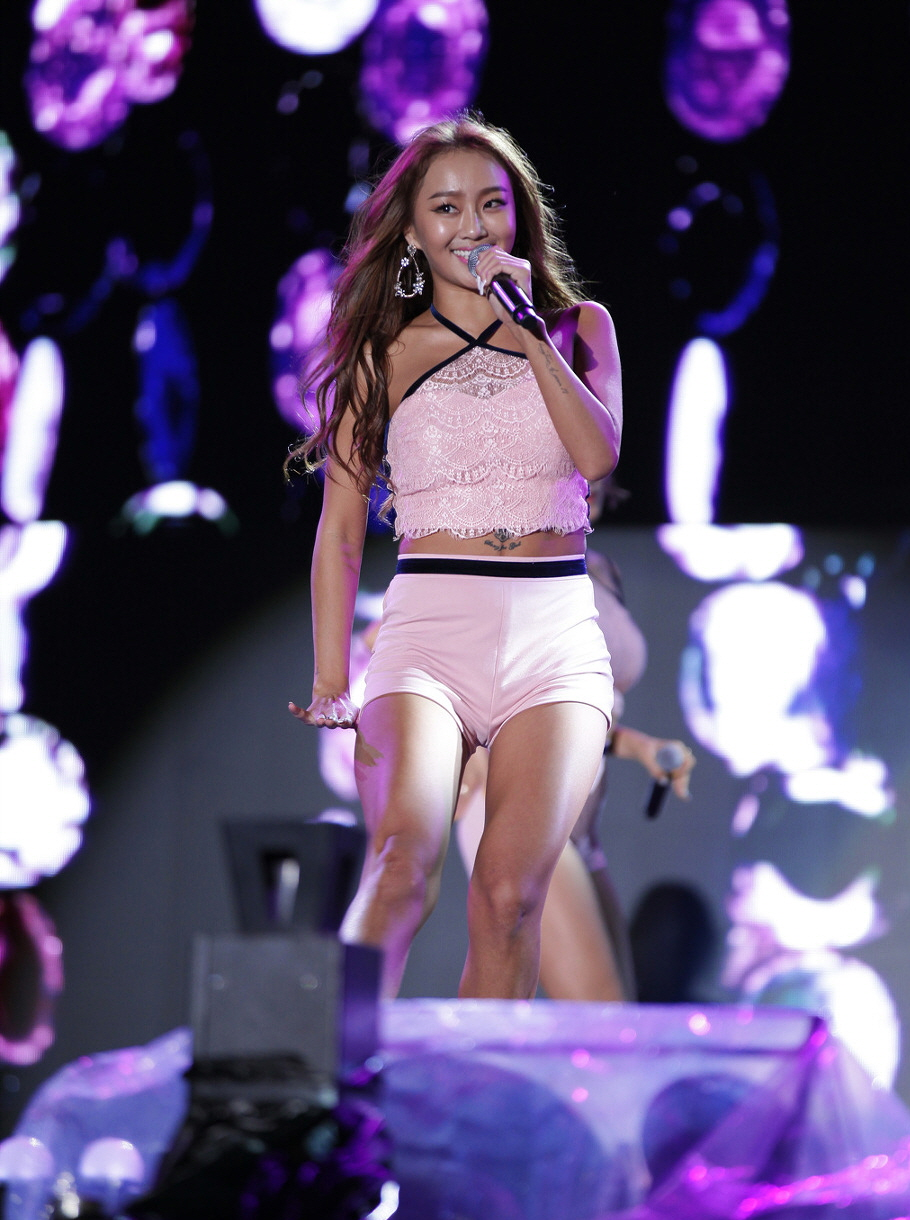
ヒョリン（2016年8月18日）

| 芸名     | 芸名     | 芸名     | 本名             | 本名     | 本名        | 誕生日                 | 身長  | 血液型 | ポジション                                                     |
| 仮名     | ハングル | ローマ字 | 仮名             | ハングル | ローマ字    |                        |       |        |                                                                |
| -------- | -------- | -------- | ---------------- | -------- | ----------- | ---------------------- | ----- | ------ | -------------------------------------------------------------- |
| ボラ     | 보라     | Bora     | ユン・ボラ       | 윤보라   | Yoon Bora   | 1989年12月30日（35歳） | 164cm | O型    | メインラッパー メインダンサー                                  |
| ヒョリン | 효린     | Hyolyn   | キム・ヒョジョン | 김효정   | Kim Hyojung | 1990年12月11日（34歳） | 164cm | B型    | リーダー メインボーカル リードラッパー リードダンサー センター |
| ソユ     | 소유     | Soyou    | カン・ジヒョン   | 강지현   | Kang Jihyun | 1992年2月12日（33歳）  | 168cm | O型    | リードボーカル                                                 |
| ダソム   | 다솜     | Dasom    | キム・ダソム     | 김다솜   | Kim Dasom   | 1993年5月6日（31歳）   | 167cm | A型    | サブボーカル                                                   |

### ヒョリン（朝:효린,英:Hyolyn）
- 歌唱力の高さに定評があり、「不朽の名曲2」で2度の優勝を獲得したり、ある番組で「歌唱力が高いアイドル」1位に選ばれたこともある[20]。
- 生まれてまもなく胆道閉鎖症のため大手術を行い、1年後には腸重積症を発症して再び手術を受けた。
- 現在の事務所に入る前にJYPエンターテインメントに所属しており、Secretのジウン、元BESTieのユジ、EXIDのハニと共に4人組グループでデビューを目指したが失敗に終わった[21]。
- 2022年2月21日、Mnetのサバイバル番組「Queendom 2」に出演することが発表された[22]。

音楽作品
- 2010年：「Magic Drag」- チャン・グンソク（Feat. ヒョリン）
- 2011年：KBS 2TV「영광의 재인（栄光のジェイン）」OST -「내겐 너니까 (私にはあなただから)」
- 2011年：「MaBoy2」- Electroboyz (Feat. HyoLyn of Sistar)
- 2011年：「기가 차」- K.will (Feat. Simon D & Hyorin)
- 2012年：「사랑을보다 2（愛を見る 2）」OST -「널 사랑하겠어（君を愛しちゃう）」
- 2012年：KBS「ドリームハイ2」OST -「Super Star」（ジヨン & Ailee & ヒョリン）
- 2013年：「날개뼈 (Hot Wings)」- Dynamic Duo (Feat. HyoLyn of Sistar)
- 2013年：SBS「주군의 태양（主君の太陽）」OST -「미치게 만들어（狂わせる）」
- 2014年：アニメーション映画 「アナと雪の女王」主題曲 -「Let It Go」
- 2014年：SBS「별에서 온 그대（星から来たあなた）」OST -「안녕 (Good bye)」
- 2014年：「견딜만해 (Without You)」- Mad Clownとのデュエット
- 2014年：MCモンのアルバム「MISS ME OR DISS ME」の「고장난 선풍기」にフィーチャリング参加
- 2014年：「지워 (Erase)」- STARSHIPの歌手ジュヨンとのコラボレーション
- 2015年：MBC 「맨도롱 또똣（メンドロントトッ）」OST -「더 가까이（もっと近く）」
- 2015年：「DARK PANDA」- ヒョリン × Block Bジコ × Paloalto
- 2015年：「TWD (THE WALL DESTROYER)」- ヒョリン × kebee (Eluphant)
- 2015年：アニメーション映画「リトルプリンス 星の王子さまと私」主題曲 -「Turnaround」
- 2015年：「LOVE LINE」- ヒョリン × ジュヨン × Bumkey
- 2016年：KBS 2TV「함부로 애틋하게（むやみに切なく）」OST -「보고싶어（会いたい）」
- 2016年：「그리워」- ヤン・ダイルとのコラボレーション
- 2017年：KBS 2TV「花郎」OST -「서로의 눈물이 되어（互いの涙になって）」
- 2017年：「Blue Moon」- CHANGMOとのコラボレーション
- 2017年：tvN「명불허전（医心伝心～脈あり！恋あり？）」OST -「ALWAYS」
- 2017年：KBS2「흑기사（黒騎士）」OST -「태엽시계 (Spring Watch)」
- 2018年：MBC「돈꽃（カネの花〜愛を閉ざした男〜）」OST -「Dreamy love」
- 2018年：SBS「서른이지만 열일곱입니다（30だけど17です）」OST -「Just Stay」
- 2020年：MBN「나의 위험한 아내（僕のヤバイ妻）」OST -「Return」

ドラマ
- KBS 「ドリームハイ2」（2012年）- ナナ役

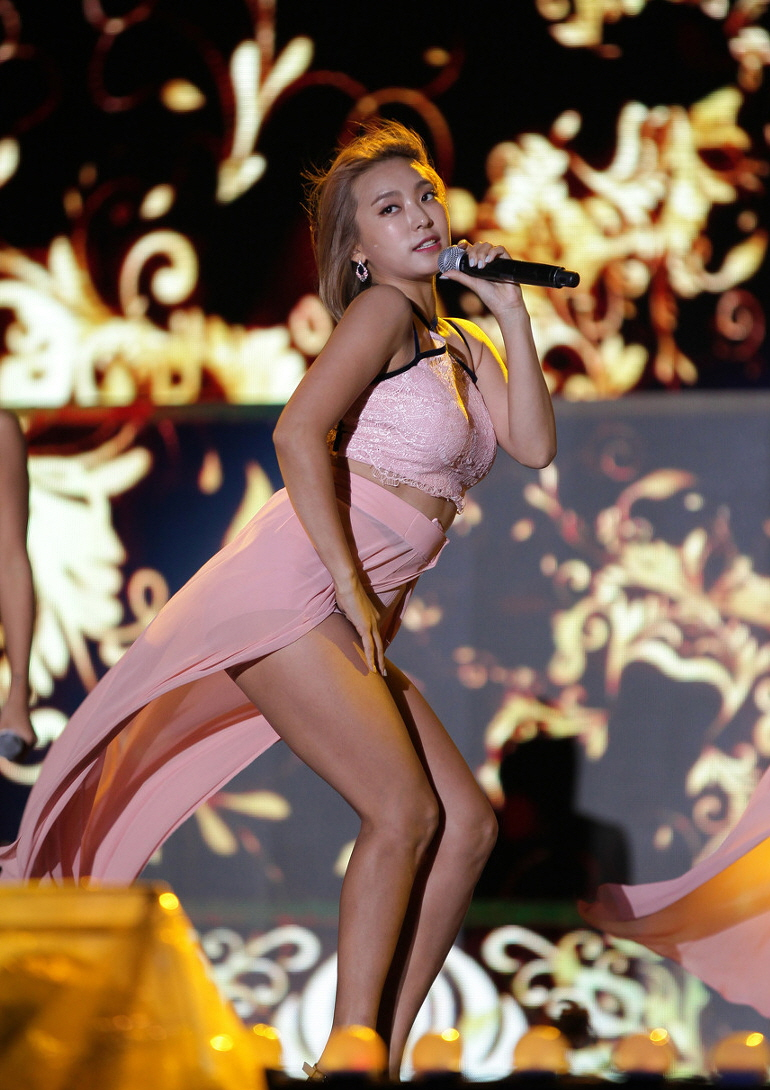
ボラ（2016年8月18日）

### ボラ（朝:보라,英:Bora）
- 小学校から中学校にかけてバレエを習い、高校ではダンスサークルに入って活動した。そのうち歌にも興味を持ち始めたため、大学のミュージカル学科に進学した[23]。
- 「アイドルスター陸上選手権大会」での活躍で注目され、「スポーツアイドル」と呼ばれる[24]。

ミュージックビデオ
- 2012年：K.will 「I Need You」
- 2015年：주영（ジュヨン）「WET」

ドラマ
- SBS「ドクター異邦人」（2014年）- イ・チャンイ役
- ウェブ「学園サバイバル～アブジェンイ～」（2015年）- イ・ボンヒ役
- ウェブ「ステキな片想い」（2015年）- ミンジュ役
- ウェブ「ハッピー煉獄レストラン」（2017年）- 死神・ヘナ役

MC
- KBS 2TV「ミュージックバンク」（2013年 - 2015年4月）

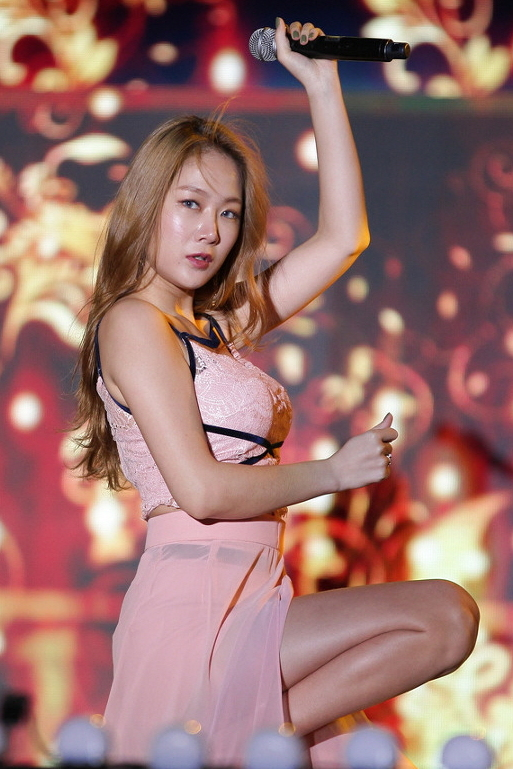
ソユ（2016年8月18日）

### ソユ（朝:소유,英:Soyou）
- 済州島生まれで小学1年生まで済州島で暮らした。幼い頃から歌うことが好きで歌手になりたかったが、テレビの中の綺麗な芸能人に興味を持ち美容の勉強を始めた。中学生の時に美容の資格を取得し、美容の大会に出場したこともある[25]。しかし歌手になる夢も諦められず、勉強しながらもオーディションを受けて芸能事務所に所属することとなった。現在の事務所に所属する前、4minuteのメンバー候補として練習していた時期がある[26]。

- 2018年6月、オーディション番組「PRODUCE 48」にボーカルトレーナーとして出演。

音楽作品
- 2010年：MBC「글로리아（グロリア）」OST -「괜찮아요（大丈夫）」- Woo (J2) & ソユ
- 2010年：MBC「장난스런 키스（イタズラなKiss）」OST -「사랑한다 말할까（愛してるって言おうかな）」
- 2012年：「Officially missing you, too」- ヒップホップグループGeeksとのコラボレーション
- 2013年：「굿바이 (Good Bye)」- ホン・デグァンとのデュエット
- 2013年：「착해 빠졌어 (Stupid in Love)」- Mad Clownとのデュエット
- 2013年：MBC「기황후（奇皇后）」OST -「한번만（一度だけ）」
- 2014年：「썸 (some)」‐ チョン・ギゴとのデュエット
- 2014年：「틈（隙 / The Space Between）」‐ Urban Zakapaとのコラボレーション
- 2014年：アニメーション映画「雪の女王：トロールの魔法の鏡」エンドOST -「Diamond」
- 2015年：Eluphantのアルバム「Man On The Moon」の「심심할때만（退屈なときにだけ）」にフィーチャリング参加
- 2015年：「어깨（肩 / Lean On Me）」- クォン・ジョンヨル（10CM）とのデュエット
- 2015年：MBC「그녀는 예뻤다（彼女は綺麗だった）」OST -「모르나봐（知らないみたい / You don't know me）」- ソユ & BrotherSu
- 2016年：MBC「운빨로맨스（運勢ロマンス）」OST -「내게 말해줘（私に言ってよ)」 - ソユ
- 2016年：KBS 2TV「雲が描いた月明り」OST -「잠은 다 잤나봐요（もう眠れない）」- ソユ、ユ・スンウ
- 2016年：「우리 둘 (Runnin')」‐ SUPER JUNIOR-Mのヘンリーとのデュエット
- 2016年：Inkigayo Music Crush Part.3「사랑은 이별보다 하나가 많아 (There's One More In Love Than In Farewells)」‐ ソユ & チョン・ギゴ
- 2016年：tvN「도깨비（鬼）」OST -「I Miss You」
- 2017年：「雨が降る」- EXOのベクヒョンとのコラボレーション

ミュージックビデオ
- 2014年：K.will「오늘부터 1일（今日から1日）」

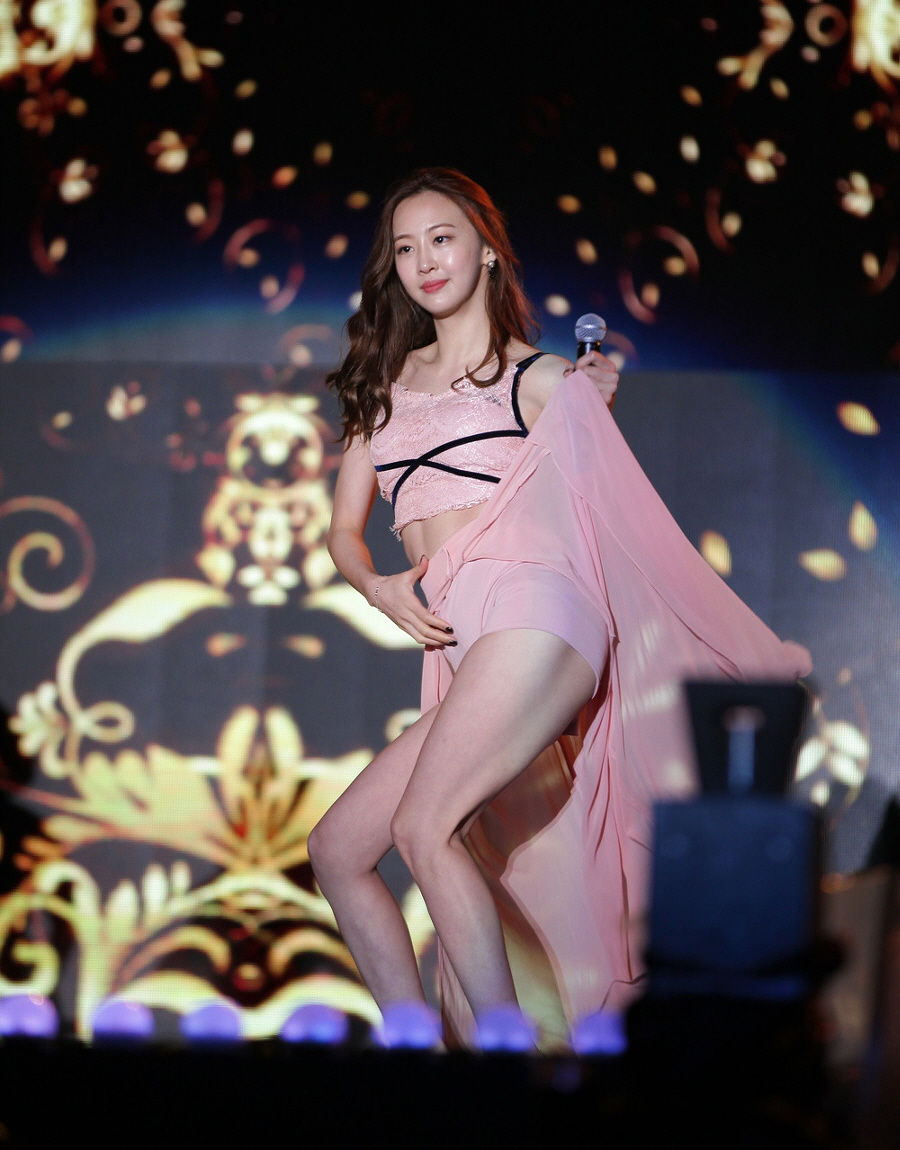
ダソム（2016年8月18日）

### ダソム（朝:다솜,英:Dasom）
- 幼いころから毎日映画を1本ずつ観るほど映画が好きで、女優になる夢を抱き、安陽芸術高校演技科に進学。高校在学中に現在の事務所に所属することとなり、そのままSistarとしてデビューした[27]。

音楽作品
- 2014年：KBS「사랑은 노래를 타고（愛は歌に乗って）」OST -「Ya Ya Ya」
- 2015年：KBS 2TV「별난 며느리（変わった嫁）」 OST -「넌 내꺼야（あなたは私のものよ）」
- 2017年：「그대와 나, 설레임（あなたと私、ときめき）」- ミュージシャンの40とのデュエット

ミュージックビデオ
- 2012年：VIXX「Rock Ur Body」
- 2012年：K.will「Please don't...」
- 2013年：K.will「Love Blossom」
- 2014年：SISTAR ソユ & チョン・ギゴ「썸 (some)」

ドラマ
- KBS 2TV「패밀리（ファミリー）」（2012年）- ウ・ダユン役
- KBS「사랑은 노래를 타고（愛は歌に乗って）」（2013年 - 2014年）- コン・ドゥリム役
- KBS 2TV「별난 며느리（変わった嫁）」（2015年）- オ・イニョン役
- SBS「언니는 살아있다（姉は生きている）」（2017年）- ヤン・ダルヒ役
- JTBC「우리, 사랑했을까（私たち、愛したでしょうか）」（2020年）- チュ・アリン役

映画
- 「フランス映画のように」（2016年）
- 「奇怪的同居（奇妙な同居）」（2016年）- ハン・クネ役

## ディスコグラフィ
シングル
- LONELY（2017年5月31日）- タイトル曲：LONELY

シングルアルバム
- Push Push（2010年6月3日）- タイトル曲：Push Push（푸시푸시）
- 가식걸 (Shady Girl)（2010年9月1日）- タイトル曲：가식걸（虚飾ガール）
- 니까짓게（How Dare You）（2010年12月3日）- タイトル曲：니까짓게（あなたなんて）
- One More Day（2016年11月22日）- タイトル曲：One More Day

ミニアルバム
- ALONE（2012年4月17日）- タイトル曲：나혼자 (Alone)
- TOUCH & MOVE（2014年7月21日）- タイトル曲：Touch my body
- SHAKE IT（2015年6月22日）- タイトル曲：SHAKE IT
- 沒我愛（몰아애）Insane Love（2016年6月21日）- タイトル曲：I Like That

フルアルバム
- So Cool（2011年8月10日）- タイトル曲：So Cool（쏘쿨）
- Give It To Me（2013年6月11日）- タイトル曲：Give It To Me

スペシャルアルバム
- Loving U（2012年6月28日）- タイトル曲：Loving U（러빙유）
- Sweet & Sour（2014年8月26日）- タイトル曲：I Swear

### サブユニット
SISTAR19（シスターナインティーン）- ヒョリンとボラによるユニット。
- Ma Boy（2011年5月3日）
- いたのに、いなくなったから (Gone Not Around Any Longer)（2013年1月31日）
- NO MORE（MA BOY）（2024年1月16日）

### ソロ
HYOLYN（ヒョリン）
- LOVE & HATE（2013年11月26日）- タイトル曲：너 밖에 몰라 (ONE WAY LOVE)
- It's me（2016年11月8日）- タイトル曲：Paradise

## 受賞歴
- 2010年　サイワールドデジタルミュージックアワード - 6月のRookie Of The Month
- 2010年　第7回大韓民国芸能芸術賞 - グループ歌手賞
- 2010年　第2回ソウルサクセスアワード - 新人歌手部門
- 2010年　第25回ゴールデンディスク賞 - 新人賞
- 2011年　第20回ソウル歌謡大賞 - 新人賞
- 2011年　第3回メロンミュージックアワード - TOP10
- 2011年　第9回コリアライフスタイルアワード - 今年のスタイルアイコン賞
- 2012年　第26回ゴールデンディスク賞 - デジタル部門 本賞
- 2012年　第21回ソウル歌謡大賞 - 本賞
- 2012年　第6回 Mnet 20's Choice - 20's20'sセクシーストパフォーマンス賞
- 2012年　第14回Mnet Asian Music Awards - 女性グループ賞
- 2012年　第4回メロンミュージックアワード - TOP10
- 2012年　第12回MBC放送芸能大賞 - 歌手部門 人気賞
- 2013年　第27回ゴールデンディスク賞 - デジタル部門 本賞
- 2013年　第27回ゴールデンディスク賞 - ギャラクシースター賞
- 2013年　第22回ソウル歌謡大賞 - 本賞
- 2013年　第22回ソウル歌謡大賞 - デジタル音源賞
- 2013年　第25回韓国プロデューサー大賞 - 歌手賞
- 2013年　第5回MTN放送広告フェスティバル - 女性CFスター賞
- 2013年　第7回Mnet 20's Choice - 20'sオンラインミュージック賞
- 2013年　第6回スタイルアイコンアワード - 本賞
- 2013年　第5回メロンミュージックアワード - TOP10
- 2013年　第4回大韓民国大衆文化芸術賞 - 文化体育観光部長官表彰
- 2013年　第14回Mnet Asian Music Awards - ベストダンスパフォーマンス女性グループ賞
- 2013年　第14回Mnet Asian Music Awards - スタイルインミュージック賞
- 2014年　第28回ゴールデンディスク賞 - デジタル部門 本賞
- 2014年　第28回ゴールデンディスク賞 - Ceciアジアアイコン賞
- 2014年　第23回 ソウル歌謡大賞 - 本賞
- 2014年　第3回 ガオンチャートK-POPアワード - 今年の歌手賞音源部門2月（SISTAR19『Gone Not Around Any Longer』）[27]
- 2014年　第3回 ガオンチャートK-POPアワード - 今年の歌手賞音源部門6月『Give it to Me』[27]
- 2014年　第3回 ガオンチャートK-POPアワード - 今年の歌手賞音源部門9月（Mad Clown、ソユ『Stupid in Love』）[27]
- 2014年　第6回メロンミュージックアワード - TOP10
- 2014年　第14回Mnet Asian Music Awards -  ベスト女性グループ賞、
- 2014年　第14回Mnet Asian Music Awards -  ベストコラボレーション賞（ソユ × チョンギコ『some』）
- 2014年　SBS歌謡大祭典 - TOP10賞
- 2014年　SBS歌謡大祭典 - 音源賞 - ソユ × チョンギゴ「SOME」
- 2014年　MBC芸能大賞 - 歌手部門・特別賞
- 2015年　第29回 ゴールデンディスク賞 - デジタル音源部門本賞
- 2015年　第29回 ゴールデンディスク賞 - デジタル音源部門本賞（ソユ × チョンギゴ）
- 2015年　第29回 ゴールデンディスク賞 - デジタル音源部門トレンドオブザイヤー（ソユ、チョンギゴ）
- 2015年　第24回 ソウル歌謡大賞 - 本賞
- 2015年　第24回 ソウル歌謡大賞 - デジタル音源賞（ソユ × チョンギゴ）
- 2015年　第4回 ガオンチャートK-POPアワード - 今年の歌手賞音源部門9月『I Swear』[27]
- 2015年　第4回 ガオンチャートK-POPアワード - 今年の歌手賞音源部門2月（ソユ × チョンギゴ『Some』）[27]
- 2015年　第4回 ガオンチャートK-POPアワード - 音源ロングラン賞（ソユ × チョンギゴ）
- 2015年　第12回 韓国大衆音楽賞 - 最優秀ポップ曲賞（ソユ × チョンギゴ）
- 2015年　第12回 韓国大衆音楽賞 - 今年の曲（ソユ × チョンギゴ）
- 2015年　第10回 Asia Model Awards 2015 - アジアスター賞
- 2015年　第7回 Melon Music Awards - TOP10
- 2015年　Forbes Korea Power Celebrity 40 - 第10位
- 2016年　第25回 ソウル歌謡大賞 - 本賞
- 2016年　第30回 ゴールデンディスク賞 - デジタル音源部門本賞
- 2016年　Forbes Korea Power Celebrity 40 - 第28位
- 2017年　第30回 ゴールデンディスク賞 - 女性グループパフォーマンス賞
- 2017年　第6回 ガオンチャートK-POPアワード - 今年の歌手賞音源部門6月『I Like That』